# Joshua Harto
Joshua Denver Harto (Huntington, 9 gennaio 1979) è un attore e produttore televisivo statunitense.

## Carriera
Harto è nato a Huntington. Si è laureato alla Dreyfoos School of the Arts.
Come attore ha recitato in diverse serie televisive popolari come American Dreams, Carnivàle, Crossing Jordan, The Practice - Professione avvocati, Cold Case - Delitti irrisolti e molte altre. Ha anche avuto dei ruoli ricorrenti nelle serie Shelby Woo, indagini al computer, prodotta da Nickelodeon, e Raven di Disney Channel.
Nel 2001 recita nel film The Believer, con Ryan Gosling. Nel 2008 ha preso parte ai film Iron Man e Il cavaliere oscuro, quest'ultimo nei panni di Coleman Reese. Nel 2010 è apparso anche nel film Unthinkable. Nello stesso anno ha creato la serie televisiva Memphis Beat, assieme a sua moglie, Liz W. Garcia. La serie terminò l'anno successivo dopo solo 2 stagioni.

## Filmografia

### Cinema
- The Believer, regia di Henry Bean (2001)
- Ordinary Sinner, regia di John Henry Davis (2001)
- Iron Man, regia di Jon Favreau (2008)
- Il cavaliere oscuro (The Dark Knight), regia di Christopher Nolan (2008)
- Unthinkable, regia di Gregor Jordan (2010)
- The Lifeguard, regia di Liz W. Garcia (2013)
- Iron Man 3, regia di Shane Black (2013)
- Il ponte delle spie (Bridge of Spies), regia di Steven Spielberg (2015)
- Gold - La grande truffa (Gold), regia di Stephen Gaghan (2016)
- Adorabile nemica (The Last Word), regia di Mark Pellington (2016)
- Ma Rainey's Black Bottom, regia di George C. Wolfe (2020)

### Televisione
- Shelby Woo, indagini al computer (The Mystery Files of Shelby Woo) – serie TV, 6 episodi (1996-1997)
- Law & Order - I due volti della giustizia (Law & Order) – serie TV, un episodio (1999)
- Strangers with Candy – serie TV, un episodio (2000)
- Oz – serie TV, 2 episodi (2001)
- Law & Order - Unità vittime speciali (Law & Order: Special Victims Unit) – serie TV, un episodio (2001)
- Squadra emergenza (Third Watch) – serie TV, un episodio (2001)
- The Practice - Professione avvocati (The Practice) – serie TV, un episodio (2001)
- Raven (That's So Raven) – serie TV, 3 episodi (2003)
- The Guardian – serie TV, 2 episodi (2003)
- Carnivàle – serie TV, un episodio (2003)
- Crossing Jordan – serie TV, un episodio (2004)
- American Dreams – serie TV, un episodio (2004)
- Senza traccia (Without a Trace) – serie TV, un episodio (2005)
- Cold Case - Delitti irrisolti (Cold Case) – serie TV, un episodio (2005)
- JAG - Avvocati in divisa (JAG) – serie TV, un episodio (2005)
- Invasion – serie TV, 3 episodi (2005)
- Veronica Mars – serie TV, un episodio (2006)
- Justified – serie TV, un episodio (2014)
- Deception – serie TV, un episodio (2018)
- Get Shorty – serie TV, un episodio (2018)
- Blue Bloods – serie TV, un episodio (2019)
- Magnum P.I. – serie TV, un episodio (2020)
- The Resident – serie TV, un episodio (2021)

## Doppiatori italiani
Nelle versioni in italiano delle opere in cui ha recitato, Joshua Harto è stato doppiato da:
- Paolo De Santis in Unthinkable, Space Cadet
- Davide Perino in Raven
- Stefano Billi in Carnivàle
- Stefano Crescentini in Cold Case - Delitti irrisolti
- Enrico Chirico in Invasion (ep. 1x04)
- Fabrizio Manfredi ne Il cavaliere oscuro
- Carlo Scipioni ne Il ponte delle spie
- Luca Graziani in Justified - L'uomo della legge
- Roberto Certomà in Gold - La grande truffa
- Michele Botrugno in Ma Rainey's Black Bottom